# جی‌جی ۱۰۶۱
۱۰۶۱ با زمین
جی‌جی ۱۰۶۱ یک ستاره است که در صورت فلکی ساعت قرار دارد.
<div style="clear:
;">